# Valgu (Märjamaa)
Koordinaten: 58° 49′ N, 24° 36′ O
Valgu (deutsch Walck) ist ein Dorf (estnisch küla) in der estnischen Landgemeinde Märjamaa im Kreis Rapla. Es hat 233 Einwohner (Stand 1. Januar 2020).

## Geschichte
Das Dorf wurde 1284 unter dem Namen Walkede erstmals urkundlich, das deutschbaltische Gut Valgu hingegen erst 1529 erstmals erwähnt.
Vom 15. bis zum 17. Jahrhundert stand Valgu im Besitz der adligen Familie Fahrensbach. Letzter Besitzer war Arndt Heinrich von Fahrensbach. Am 24. Juni 1621 ging das Gut an seinen Schwiegersohn Jürgen von Wrangel über. 1654 werden die von Lode als Besitzer von Valgu genannt, 1726 die von Budberg, 1780 dann die von Staal, 1806 die von Hoyningen-Huene, schon 1809 wechselt der Besitz zu den Uexküll.
Ein neueres, zweistöckiges Herrenhaus wurde in den 1820er Jahren im Stil des Klassizismus errichtet. Sechs Säulen tragen einen Portikus. Von 1820 bis zur estnischen Landreform in den 1920er Jahren gehörte das Gut der adligen Familie Pilar von Pilchau.
Das Herrenhaus brannten Aufständische am 14. Dezember 1905 während der russischen Revolution nieder. Es war das erste Gut in Läänemaa (Wiek), das den revolutionären Wirren zum Opfer fiel. Das Gebäude wurde später wieder aufgebaut. In dem ehemaligen Herrenhaus befindet sich seit 1941 eine Schule.
Das historische Gutshaus umgibt am rechten Ufer des Flusses Velise (Velise jõgi) ein acht Hektar großer Park. Am Flussufer befindet sich auch die historische Schnapsbrennerei des Guts mit ihrem hohen Schornstein.